# Évangélisme de la Renaissance
L'évangélisme de la Renaissance correspond à un mouvement d'idées ayant traversé le christianisme aux XVe et XVIe siècles, caractérisé par la valorisation de l'exégèse biblique et d'un désir de se détacher des autorités.

## Définition
Par différence avec l'évangélisme au sens le plus courant du terme, il ne se rapporte pas nécessairement au protestantisme. Au contraire, de nombreux humanistes ne souhaitent pas rompre avec la papauté, sont animés d'un désir de réforme sans schisme, mais se déclarent néanmoins hostiles aux abus ecclésiastiques, comme Érasme et Rabelais. Ce concept historiographique d'Imbart de la Tour, bien que toujours en vogue, fait l'objet de critiques pour sa grande généralité, regroupant des tendances contradictoires, ainsi que le risque de le réduire à un dogme confessionnel ou un précurseur anachronique de la libre-pensée. Néanmoins, il demeure pertinent afin de qualifier une attitude religieuse centrée sur le Christ et dévolue à la méditation personnelle des Evangiles, même si celle-ci se décline selon des modalités très hétérogènes.

## Origines
Si le mot « évangélisme » est d'origine récente, les adjectifs « évangélique » et « évangéliste » apparaissent au début du XVIe siècle et renvoient au chrétien qui « revient à la vérité première de l'Évangile ». En France, les évangéliques connaissent un moment fondateur de leur histoire au diocèse de Meaux, par les sermons qu'ils tiennent entre 1518 et 1526, autour des figures de Lefèvre d'Étaples, de Guillaume Farel  ou encore de Michel d'Arande. Dissous à la suite des attaques des théologiens de la Sorbonne, le groupe n'en continue pas moins de bénéficier de la protection royale, et même d'être présent à la cour notamment en la personne de Marguerite de Navarre, sœur du Roi. Erasme, qui affirme « je ne suis ni chef ni membre d'aucune secte », inspire de nombreux évangéliques par sa défiance de la doctrine et des rites.

### Ouvrages
- Isabelle Garnier-Mathez, L’Épithète et la Connivence : Écriture concertée chez les Évangéliques français (1523-1534), Genève, Droz, coll. « Travaux d'Humanisme et Renaissance » (no 404), 2005, 407 p. (ISBN 2-600-01010-6, lire en ligne).
- Nicolas Le Cadet, L'Évangélisme fictionnel : Les Livres rabelaisiens, le Cymbalum Mundi, L'Heptameron (1532-1552), Paris, Classique Garnier, coll. « Bibliothèque de la Renaissance » (no 2), 2010, 482 p. (ISBN 978-2-8124-0202-9).

### Articles
- Erika Rummel, « L'humanisme évangélique », dans L'Époque de la Renaissance, t. 3 : Maturations et mutations (1520-1560), Amsterdam, J. Benjamins, coll. « Histoire comparée des littératures de langues européennes » (no 26), 2011, IX-636 p. (ISBN 978-90-272-3459-9), p. 86-93.
- Alain Tallon, « L'Évangélisme italien de la Renaissance à la réforme catholique », dans La Renaissance : actes du colloque de 2002, Presse Université Paris-Sorbonne, 2003, 171 p. (ISBN 2-84050-278-X).